# Parathalestris jacksoni
Parathalestris jacksoni är en kräftdjursart som först beskrevs av Thomas Scott 1898.  Parathalestris jacksoni ingår i släktet Parathalestris och familjen Thalestridae. Arten har ej påträffats i Sverige. Inga underarter finns listade i Catalogue of Life.